# Nablus
Nablus er en by i den nordlige del af Vestbredden cirka 63 km nord for Jerusalem. Byen blev grundlagt af den romerske kejser Vespasian i år 72.